# De Pomp-Poelberg
De Pomp-Poelberg is een natuurgebied op de grens van de Belgische gemeenten Beerse en Rijkevorsel. Het 27 ha grote gebied is eigendom van het Vlaamse Gewest en wordt beheerd door het Agentschap voor Natuur en Bos. Het gebied is Europees beschermd als onderdeel van Natura 2000-gebied Kempense kleiputten (BE2100019).

## Algemene info
Het gebied van De Pomp-Poelheide wordt in het westen begrensd door de Lange Kwikstraat. Aan de overzijde van deze straat ligt een ander natuurgebied Abtsheide. Ook dit gebied is in beheer van het Agentschap voor Natuur en Bos.
Het natuurgebied bestaat uit 2 delen: Poelberg (grondgebied Rijkevorsel) en De Pomp (grondgebied Beerse).

## Geschiedenis
Zowel De Pomp-Poelberg als het natuurgebied de Abtsheide zijn restanten van de historische Ab(t)sheide. Dit heidegebied strekte zich uit over een oppervlakte van meer dan 800 ha in het grensgebied van de gemeenten Beerse, Rijkevorsel en Merksplas.